# توم أوبراين (لاعب كرة قدم أمريكية)
توم أوبراين (بالإنجليزية: Tom O'Brien)‏ هو ضابط أمريكي، ولد في 5 أكتوبر 1948 في سينسيناتي في الولايات المتحدة.

## وصلات خارجية
- توم أوبراين على موقع إن إن دي بي (الإنجليزية)